# 刺蝟蕈珊瑚
刺蝟蕈珊瑚（学名：Fungia (Danafungia）为蕈珊瑚科蕈珊瑚屬下的一个种。